# La cuțite: Misterul din Grecia
La cuțite: Misterul din Grecia (în engleză Glass Onion: A Knives Out Mystery) este un film de mister american din 2022 scris și regizat de Rian Johnson și produs de acesta și Ram Bergman⁠(d). Este o continuare a filmului La cuțite, apărut în anul 2019. Daniel Craig își reia rolul maestrului detectiv Benoit Blanc care are parte de un nou caz, legat de un miliardar din lumea cercetării științifice, intepretat de Edward Norton. Ca și prima parte, și acest film adună pe generic numeroase vedete, precum Janelle Monáe, Kathryn Hahn, Leslie Odom Jr., Jessica Henwick, Madelyn Cline, Kate Hudson și Dave Bautista.
Johnson a luat în considerare ideea unei serii de filme în jurul detectivului Benoit Blanc încă dinainte de lansarea primei părți, La cuțite. După apariția primei părți, Netflix a cumpărat în martie 2021 drepturile pentru două urmări ale seriei, în schimbul sumei de 469 de milioane de dolari.
La cuțite: Misterul din Grecia a avut premiera mondială la Festivalul Internațional de Film de la Toronto din 2022, la 10 septembrie 2022 și a fost lansat în cinematografele din Statele Unite la 23 noiembrie, adunând 15 milioane de dolari din bilete. Bugetul filmului a fost de 40 de milioane de dolari. La 23 decembrie 2022, Netflix a început difuzarea filmului pe platformă.

## Acțiunea
Pe 13 mai 2020, în plină pandemie de Covid-19, un grup vechi de prieteni primesc fiecare câte o cutie misterioasă, trimisă de Miles Bron (Edward Norton), miliardar extravagant foarte influent în cercetarea științifică și inovația spațială. Ei vor descoperi că prietenul lor bogat i-a invitat la un sejur pe insula sa privată din Grecia. Lista de invitați îi include pe:
- Claire Debella (Kathryn Hahn), un guvernator liberal din Connecticut care candidează pentru senator;
- Birdie Jay (Kate Hudson), un supermodel ale cărei zile de glorie par deja trecute, acum celebră pentru tweeturile sale controversate xenofobe;
- Peg (Jessica Henwick), asistenta personală a lui Birdie;
- Lionel Toussaint (Leslie Odom Jr.), un om de știință remarcat, angajat de compania lui Miles, Alpha Industries;
- Duke Cody (Dave Bautista), o influentă vedetă YouTube, purtător de arme și avocat al drepturilor bărbaților;
- Whisky (Madelyn Cline), iubita lui Duke;
- Cassandra "Andie" Brand (Janelle Monáe), o fostă parteneră a lui Miles pe care l-a înlăturat din Alpha Industries și care nutrește o ranchiune puternică față de el.
- Celebrul detectiv privat Benoit Blanc (Daniel Craig) primește și el o invitație similară, dar care nu este de la Miles.

Oaspeții descoperă proprietatea întinsă a lui Miles, cu vedere la Glass Onion, un turn de sticlă construit în forma unei cepe. Miles a organizat o petrecere de crimă pentru vechii săi prietenii, înscenând propria sa ucidere, iar toată lumea are sarcina de a o rezolva. În mod ironic, toți au un motiv pentru a-l ucide pe omul de afaceri. O crimă adevărată scurtează rapid jocul, așadar Benoit Blanc se ocupă de caz, dar se dovedește a fi mai complicat decât se aștepta.

## Distribuția

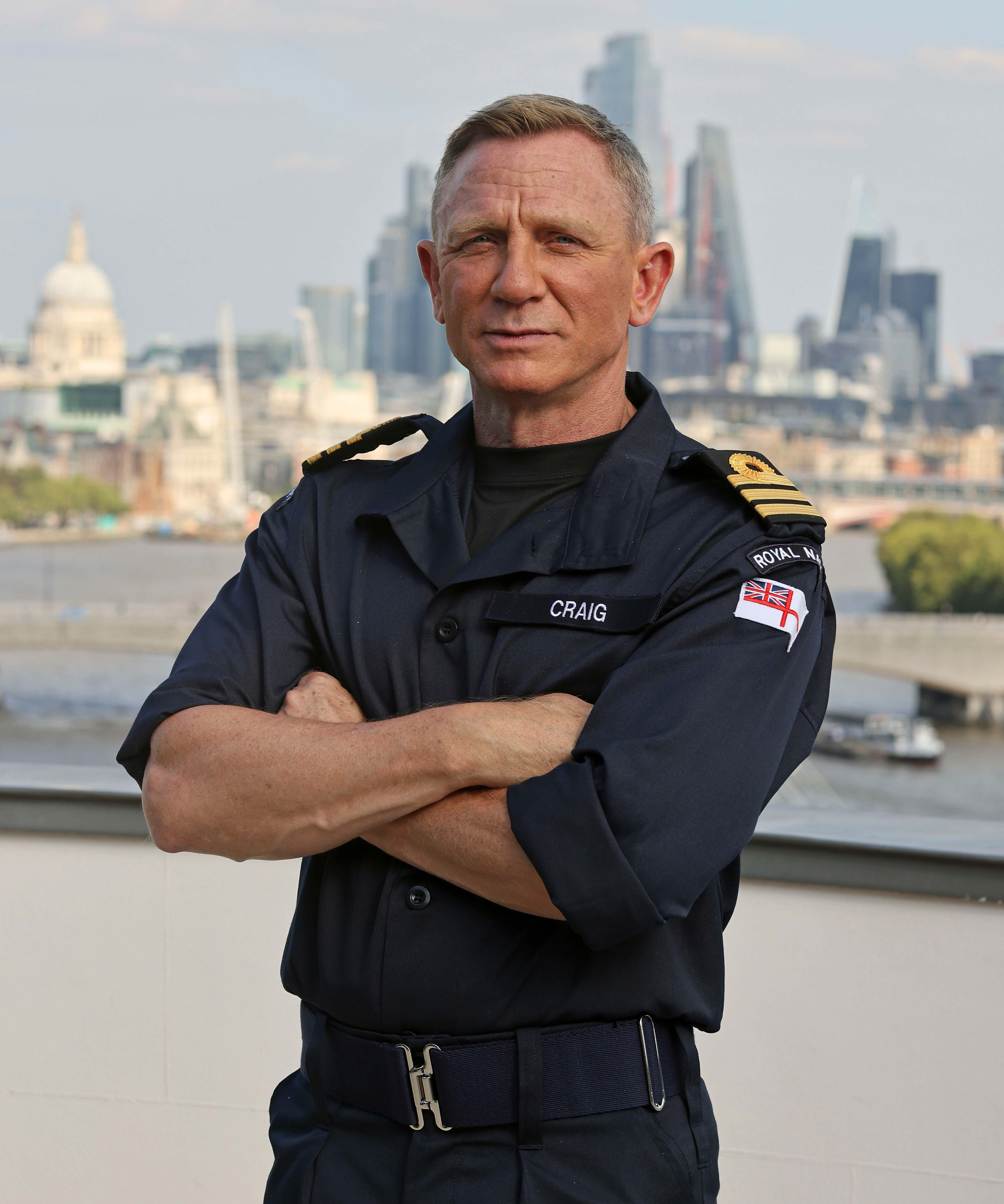
Daniel Craig reia rolul detectivului Benoit Blanc

- Daniel Craig în rolul Benoit Blanc,[9][10] un detectiv angajat de Helen Brand să investigheze moartea surorii ei[11]
- Edward Norton în rolul Miles Bron, un miliardar din New York, proprietar al unei mari companii tehnologice[12][13]
- Janelle Monáe în rolurile Helen și Andi Brand, surori gemene, a doua fiind fosta parteneră de afaceri a lui Miles[9][11][14]
- Kathryn Hahn în rolul Claire Debella, guvernatoarea din Connecticut, acum candidată la Senat[9][15]
- Leslie Odom Jr. în rolul Lionel Toussaint, directorul științific al companiei lui Miles[9][16]
- Kate Hudson în rolul Birdie Jay, un fost supermodel devenită designer de modă în Manhattan[9][17]
- Dave Bautista în rolul Duke Cody, un streamer și activist al drepturilor bărbaților[9][18]
- Jessica Henwick în rolul Peg, asistenta lui Birdie[9][19]
- Madelyn Cline în rolul Whiskey, iubita lui Duke[9][20]
- Noah Segan în rolul Derol, un pierdevară care locuiește pe insula lui Miles. Segan a apărut și în La cuțite (2019) în rolul Trooper Wagner.
- Jackie Hoffman în rolul Ma Cody, mama lui Duke[21]
- Dallas Roberts în rolul Devon Debella, soțul lui Claire[22]

În plus, Ethan Hawke apare pentru scurtă vreme în rolul asistentului lui Miles (pe generic este trecut ca "Efficient Man" - Omul Eficace), Hugh Grant apare în rolul Phillip, partenerul domestic al lui Blanc, iar Joseph Gordon-Levitt este vocea ceasului lui Miles care anunță un Gong din oră în oră. Alte celebrități au roluri minore interpetând propriile persoane. Între aceștia se numără Stephen Sondheim, Dame Angela Lansbury, Natasha Lyonne, Kareem Abdul-Jabbar, Yo-Yo Ma, Jake Tapper și Serena Williams. Sondheim și Lansbury au decedat amândoi înainte de lansarea filmului La cuțite: Misterul din Grecia, iar filmul le este dedicat ambilor. Numele lui Jared Leto și Jeremy Renner apar ca producătorii unei băuturi, respectiv al unui sos picant de roșii.